# 马尔凯塔·西德科娃
马尔凯塔·西德科娃（捷克語：Markéta Sidková，1986年12月31日—），捷克女子射箭运动员。她曾代表捷克参加2004年、2008年、2012年和2016年夏季残疾人奥林匹克运动会射箭比赛，其中2008年夏季残奥会获得一枚铜牌。